# Kościół św. Michała Archanioła w Okołowie
Kościół św. Michała Archanioła – kościół parafialny w Okołowie na Białorusi.

## Historia
Kościół został zbudowany po 2008 roku.